# Robert Bartini
Robert Ludvigovich Bartini (ou Roberto Oros di Bartini; Fiume, 14 de maio de 1897 – Moscou, 6 de dezembro de 1974) foi um projetista de aeronaves italiano. Ativo principalmente na União Soviética, foi conhecido como Barone Rosso devido à sua ascendência nobre.

## Biografia
Bartini nasceu em Fiume, Áustria-Hungria (atualmente Rijeka, Croácia). Filho de uma mãe solteira de 17 anos de idade. Quando seu pai natural, um homem casado, recusou reconhecer a criança como seu filho, a jovem mãe suicidou-se por afogamento. Seus tios e tutores, aristocratas empobrecidos originários da cidade de Miskolc, no nordeste da Hungria, concederam a guarda da criança a uma família camponesa.
Morreu em Moscou, Rússia, em 1974. Está sepultado no Cemitério Vvedenskoye.

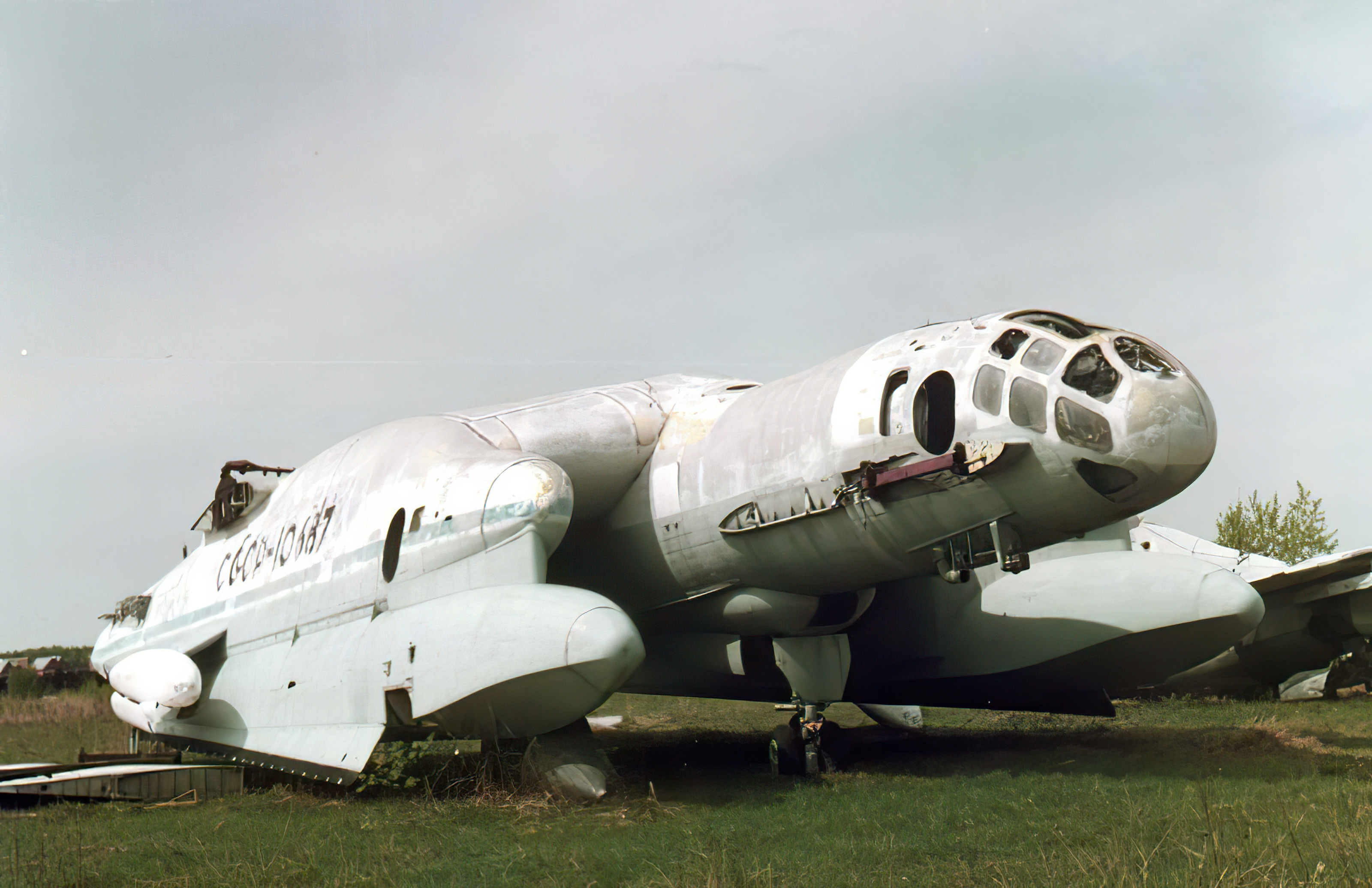
Restos parciais de um Bartini Beriev VVA-14, uma aeronave de efeito Solo, aeroporto de Monino, Moscou.

### Influências
Sergei Korolev nomeou Bartini como seu professor. Em diferentes ocasiões em diferentes graus, Bartini foi ligado a Korolev, Sergey Ilyushin, Oleg Antonov, Vladimir Mikhailovich Myasishchev, Alexander Sergeyevich Yakovlev e diversos outros. Na literatura sobre aerodinâmica existe o "efeito de Bartini".